# 24: Conspiracy
24: Conspiracy er en spin-off af tv-serien 24 Timer til mobiltelefoner ("mobisoder"). Den blev udgivet 30. januar 2005, efter premieren på seriens fjerde sæson og blev udgivet i et interval på tre dage. Det er den første mobisode FOX har udgivet. 
Handlingen udspiller sig i Washington D.C i 24 et-minut lange episoder, og lader til at finde sted i løbet at Dag 4, som man kan se på at kidnapningen af forsvarsminister Heller nævnes.
De 24 minutter finder ikke sted i realtid; i stedet finder hvert minut sted på et andet tidspunkt af dagen.

## Historie
Conspiracy blev først annonceret 10. november 2004, hvor det blev afsløret at der ville blive brugt nye skuespillere og figurer, omhandlende seriens fjerde sæson.

## Tilgængelighed
Oprindeligt blev Conspiracy udgivet som en mobisode og kan fås i flere lande, men man kan dog også hente den gennem digital download og piratkopiering på nettet.

## Medvirkende
- Dylan Bruce som Martin Kail
- Beverly Bryant som Susan Walker
- Steve Kramer som James Sutton
- Amy Rider som Kelly

## External links
- 24: Conspiracy på Internet Movie Database (engelsk)
- 24: Conspiracy hos The Movie Database (engelsk)